# Andrew King
Andrew King (1948) è un manager britannico, inizialmente impegnato nella società Blackhill Enterprises dove cogestì i Pink Floyd.

## Biografia
King, Peter Jenner e i quattro component originari dei Pink Floyd furono soci della Blackhill Enterprises. Sotto la loro gestione, la formazione musicale cominciò a esibirsi sulla scena underground londinese, in particolare in un locale di Notting Hill e al concerto Games for May che si tenne il 12 maggio 1967 alla Queen Elizabeth Hall, evento organizzato da Jenner e King. Nel 1968, dopo che Syd Barrett lasciò i Pink Floyd, Jenner e King cessarono i rapporti con il gruppo mantenendo il controllo di Barrett e – fino allo scioglimento della Blackhill Enterprises nei primi anni ottanta – di altri gruppi e artisti britannici, fra i quali Ian Dury.
Successivamente ha cofondato insieme ad altri soci fra i quali Tommy Vance l’emittente internet TotalRock, stazione che trasmette musica rock e heavy metal. Nel 2006 ha vinto il BACS Gold Badge Award, ed è entrato nel consiglio di amministrazione della Performing Rights Society.